# Séquia de Xirivella
La séquia de Xirivella és un un brancal de la séquia de Mislata, i forma part del gran sistema hidràulic de la séquia mare, que pren l'aigua per la banda dreta del riu.
El punt de partida històric de la séquia era les portes del molí de Cabot (desaparegut sota el nou caixer del riu), i es dirigia en direcció sud-oest per la part oriental del nucli antic del poble i que, mitjançant una dotzena de braçals i rolls secundaris, anava regant tot el terme.
Formen la séquia de Xirivella: el partidor de la séquia del Rajolar, el partidor del braç de Gori, el partidor del braç del forn, el partidor del braç de l'Alquerieta, el partidor del braç de l'Amet, el partidor de l'Ull de Bou, el roll d'Ull de Bou, el partidor del camí Fondo i el partidor del braç de Faitanar.